# AMC Rebel
Der AMC Rebel (im Jahr 1967 noch Rambler Rebel) war ein Mittelklassewagen, den die American Motors Corporation von Anfang 1967 bis Ende 1970 herstellte. Er ersetzte den Rambler Classic. Im Modelljahr 1971 wurde sein Nachfolger, der AMC Matador, vorgestellt. In Europa hatte man den Rebel wie seinen Vorgänger im Badge-Engineering unter doppelten Markennamen als Rambler-Renault vermarktet. Es war das letzte Modell, bei dem der Doppelname zum Einsatz kam.

## Geschichte
Die Bezeichnung Rebel führte AMC 1957 für ein besonderes Modell mit V8-Motor ein: den Rambler Rebel, das erste werksmäßig gefertigte US-amerikanische Muscle Car. 1966 tauchte der Name wieder für eine speziell ausgestattete zweitürige Hardtop-Version des Rambler Classic mit abgeänderter Dachlinie auf. 1967 erhielt die gesamte mittlere Baureihe von AMC den Namen Rebel.
Während seines gesamten Lebenszyklus war der Rebel als viertürige Limousine, fünftüriger Kombi und zweitüriges Hardtop-Coupé erhältlich. Darüber hinaus gab es nur 1967 auch ein zweitüriges Coupé mit schlankerer B-Säule und als Heckklappe ausgebildetem Heckfenster, und in den Jahren 1967 und 1968 ein Cabriolet. Als Motoren wurden ein Reihensechszylinder mit 3,8 Litern Hubraum und 145–155 brutto SAE-HP (106–114 kW) sowie V8-Motoren mit 4,75 Litern Hubraum (147–165 kW/200–225 bSAE-HP), 5,6 Litern Hubraum (173–206 kW/235–280 bSAE-HP) und 6,4 Litern Hubraum (232–239 kW/315–325 PS/ 235–280 bSAE-HP) angeboten. Das Styling entsprach dem des größeren Ambassador, mit dem er den Aufbau hinterhalb der Spritzwand teilte. 1970 erhielten Limousine und Coupé eine geänderte Heckpartie, bestehend aus einer neuen C-Säule und neuen hinteren Kotflügeln. Der Rebel wurde bei AMC (zusammen mit dem Ambassador) auf der „West Assembly Line“ in Kenosha, Wisconsin, und in Brampton, Ontario, Kanada, (Bramelea) montiert.
Das Facelift von 1970 war das letzte, nur ein Jahr vor der Ablösung des Modells durch den AMC Matador. Die Bodengruppe des 4-Türers und des Kombis blieb bis zur Einstellung des Matador 1978 erhalten.

## Regional-Kombis
Im Modelljahr 1967 brachte AMC eine Serie speziell ausgestatteter Rebel-Kombis heraus. Jedes dieser Modelle hatte sein eigenes Design der Fahrzeugseiten:
- Der Mariner (600 Stück gefertigt) erhielt ein graues Waschbrettmuster und wurde in den Küstenregionen der USA verkauft.
- Der Briarwood (400 Stück gefertigt) erhielt ein Palisanderholzimitatmuster und wurde im Osten und Süden der USA vertrieben.
- Der Westerner (500 Stück gefertigt) erhielt ein Holzplankenimitatmuster und wurde westlich des Mississippi angeboten.

## Sportversionen (Rebel The Machine)

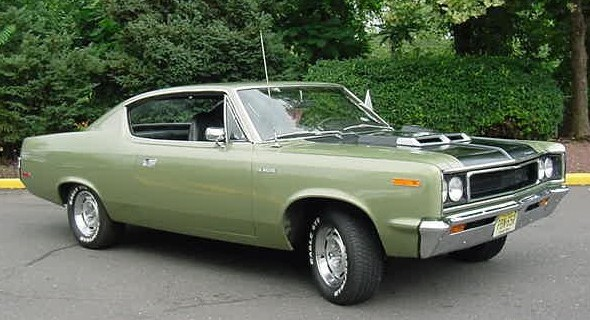
Rebel The Machine in ruhiger Standard-Farbkombination

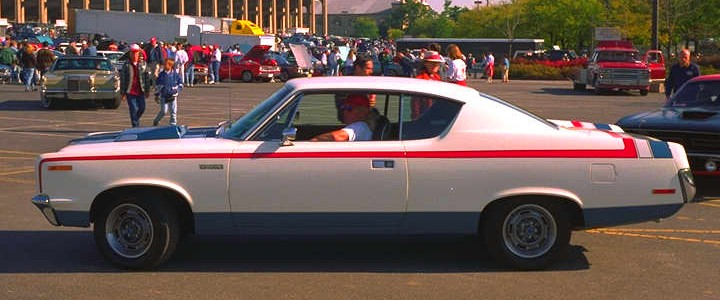
Rebel The Machine in seinem rot-weiß-blauen Rennstreifenfinish

Die bekannteste Muscle-Car-Version des Rebel hieß The Machine und war in ihrer patriotischsten Form weiß lackiert mit breitem rot-weiß-blauen, reflektierenden Streifen, entsprechend dem SC/Rambler von 1969.
AMCs Hochleistungswagen wurde offiziell am 25. Oktober 1969 in Dallas, Texas, am Austragungsort des Finales der Drag Race – Weltmeisterschaft der National Hot Rod Association vorgestellt. The Machine hatte einen 6,4-Liter-V8-Motor mit ca. 250 kW (340 bSAE-HP), den leistungsstärksten, der je in einen AMC eingebaut wurde. Er hatte auch eine riesige Lufthutze auf der Motorhaube, die in „Electric Blue“ (Farbcode B6) lackiert war und an der Rückseite, zum Fahrer hin, einen großen Tachometer besaß.
Die Schwerlastradaufhängung war hinten mit den Federn des Kombis ausgestattet, was dem Wagen ein aufgestelltes Aussehen gab. Zur Serienausstattung gehörte ein BorgWarner-T10-Automatikgetriebe mit Hurst-Schalthebel und einer Hinterachsübersetzung von 3,54:1 oder 3,9:1, Scheibenbremsen, breite Goodyear-Reifen, Typ E60x15, mit weißer Aufschrift auf 15"-Stahlfelgen und Schalensitze mit Mittelarmlehne, die mit rot-weiß-blau gestreiftem Vinyl bezogen waren. Viele Verbesserungen waren üblich, um aus jeder The Machine einen potenten Drag Racer zu machen. Der Listenpreis des Fahrzeuges war 3475 USD.
Nach den ersten 1000 Exemplaren gab es The Machine auch ohne Streifen und in anderen Farben mit schwarzer Motorhaube. Die seltenste Farbkombination ist „Frost White“ mit mattschwarzer Motorhaube (Farbcode 72A-8A), mit dem nur drei Fahrzeuge hergestellt wurden. Die ursprüngliche Farbkombination wurde dann zur Sonderausstattung mit 75 USD Aufpreis.
Vom AMC Rebel The Machine wurde nur eine begrenzte Anzahl von 2236 Exemplaren gebaut, und zwar nur im Jahr 1970.

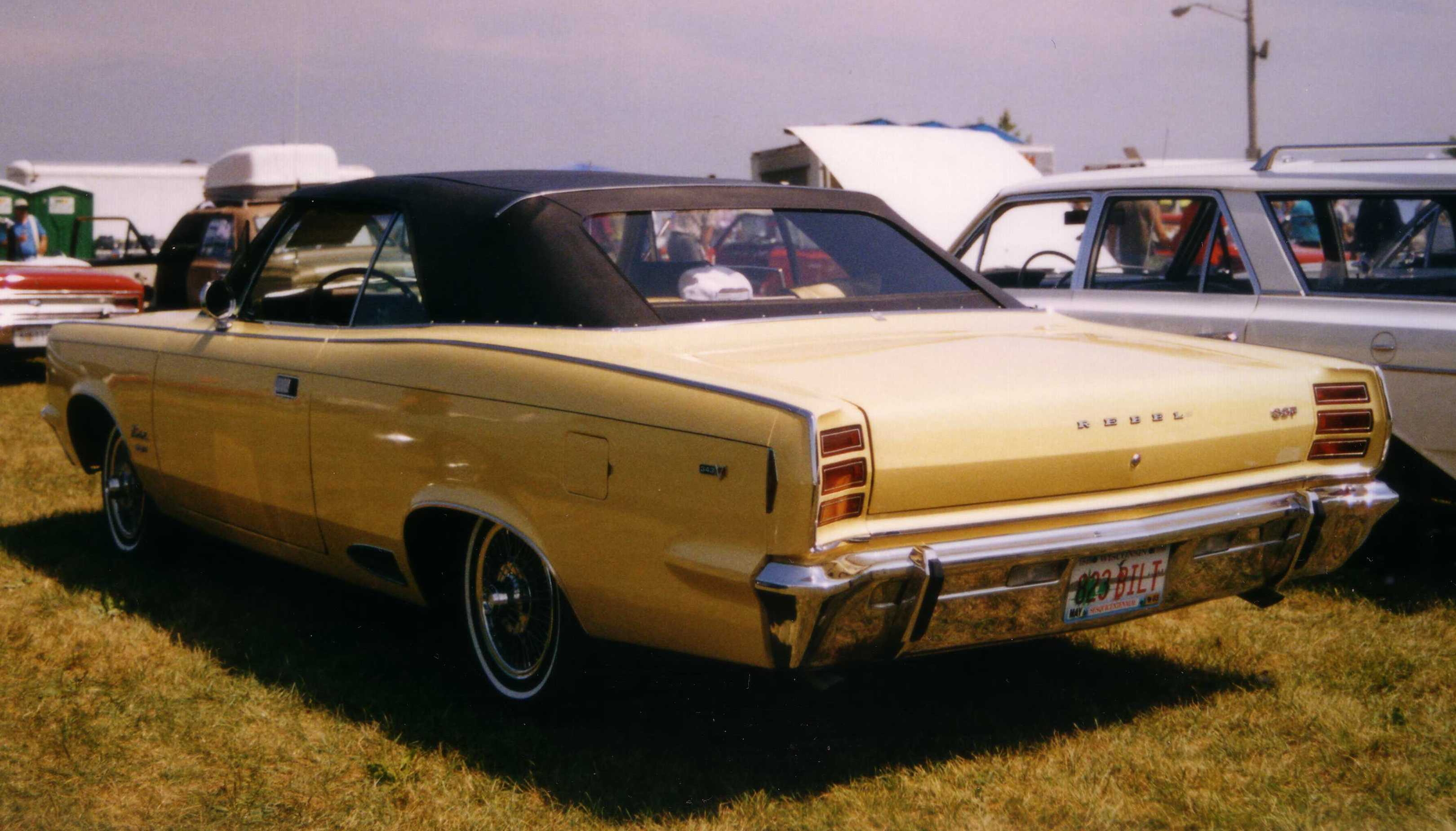
AMC Rebel SST Cabriolet (1968)

## Cabriolets
Ebenfalls von Interesse ist das Cabriolet von 1968, der letzte von AMC hergestellte offene Wagen (wenn man vom Renault Alliance einmal absieht). Dieses Fahrzeug gehört zu den seltensten AMC-Modellen, da nur 823 Stück gefertigt wurden. Heute gibt es keine 100 Stück mehr.